# Wolfgang Amadeus Mozart munkássága

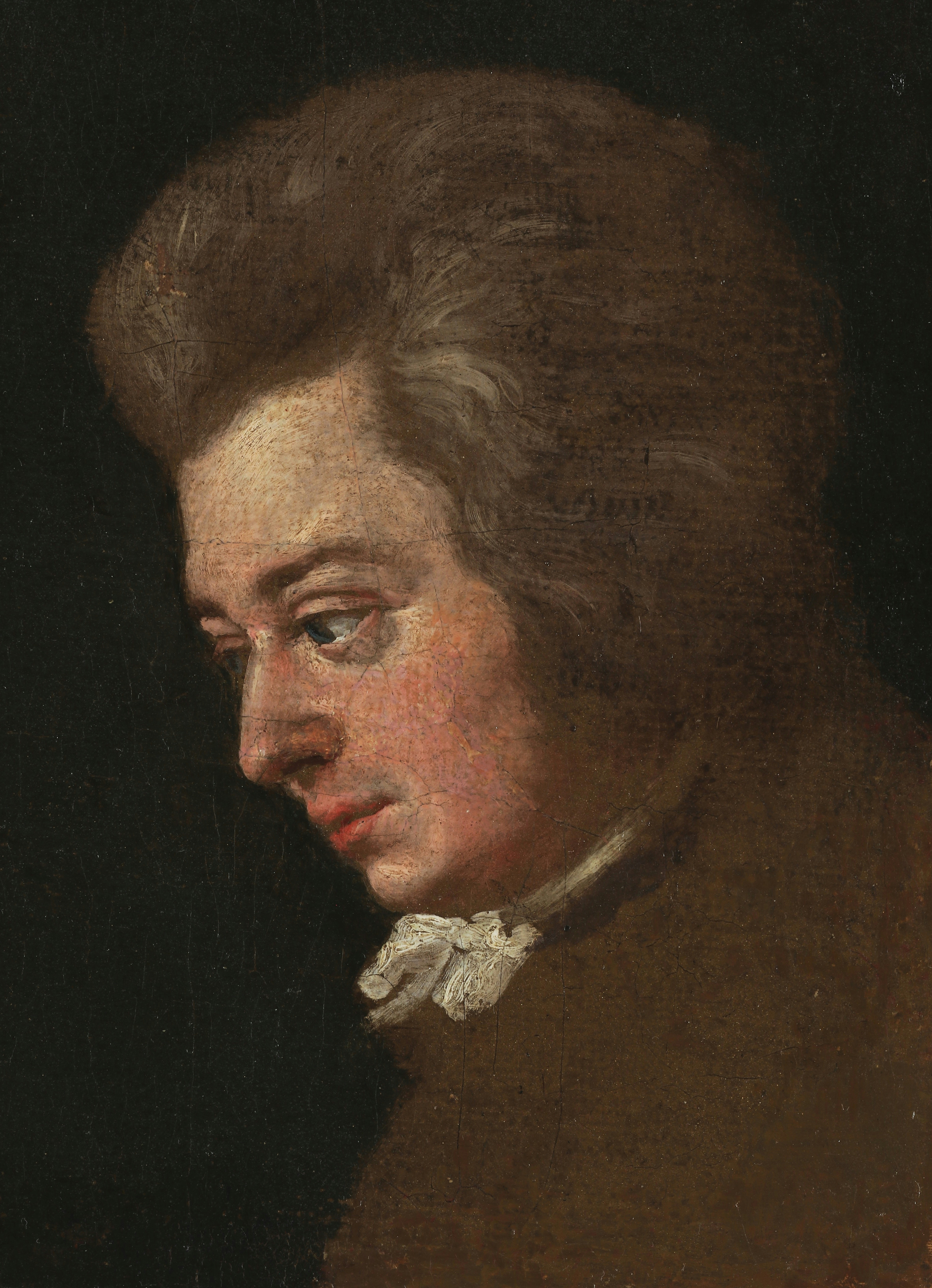
Joseph Lange festménye Mozartról

Wolfgang Amadeus Mozart rövid élete alatt igen tekintélyes mennyiségű zeneművet komponált. Befejezett és befejezetlen műveinek a száma meghaladja a hatszázat. Szinte valamennyi műfajban maradandót alkotott. Operáiban megalkotta a zene és szöveg minden eddiginél szorosabb egységét, és magas művészi színvonalra emelte a német daljátékot, a singspielt. Zenekari műveiben a korábbiaknál sokkal differenciáltabb, drámaibb szimfonikus stílust alakított ki. Megalkotta a zongoranégyest, mint külön műfajt, és tökéletesítette a zongoraverseny és a zongoraszonáta műfajait is. Az elsők közé tartozott, akik legjelentősebb billentyűs darabjaikat már kalapács zongorára írták. Felfedezte a klarinétot a nagy zenekari hangzás számára. Az opera, a zenekari és a kamarazenei alkotások mellett egyházzenei művek, dalok, koncertáriák, egy balett, egy színpadi kísérőzene alkotja gazdag életművét. Jelen szócikk a legfontosabb műfajok és zeneművek megemlítésével tekinti át a hatalmas életművet.

## Vokális művek

### Színpadi művek
Mozart első komolyabb alkotása a drámai zene műfajában a Schuldigkeit des ersten Gebots című egyfelvonásos egyházi műve volt. A darab az egyházi és a világi szellem vetélkedéséről szól, és a zeneszerző mindössze tizenegy éves volt, amikor papírra vetette. Természetesen ez még nem eredeti mű: a jól megalapozott hagyományokból táplálkozva a két főszereplőt általános érzelmekkel ruházta fel a gyermek komponista. A világi szellemet különböző táncritmusokkal és virtuóz énekszólammal jellemezte, még a többi, az egyház világát megjelenítő szereplő jóval egyszerűbb, józanabb zenei jellemzést kapott. Ebben a műben, akárcsak az Apollo et Hyacinthus című latin nyelvű iskoladráma megzenésítésében, Mozart még szívesen élt a da capo ária hagyományos barokk formaszerkezetével. Mindkét említett mű a salzburgi zenei hagyományokat követi.
Mozart első, igazán nagyszabású színpadi műve a La finta semplice című vígopera volt. Még ez a mű is jobbára a fiatal komponista mintáinak ügyes másolata, a zenei megvalósítás gyakran közhelyes és sablonos, de már több figyelemre méltó, az eredetiség csíráját magában rejtő részleteket tartalmaz. Többek között egy echo (visszhang) áriát, melyben a zenekari hangzás visszhangját egy oboa jeleníti meg egy angolkürt kíséretében, de figyelemre méltó Rosina E-dúr áriája is, vagy a párbaj-kettős. Az áriák többsége jóval rövidebb, mint Mozart korábbi műveiben és a da capo forma is visszaszorult bennük: egyetlenegy kivételével nem jelenik meg a maga teljességében.
Következő operájában, a Bastien und Bastienne-ben egy jóval egyszerűbb és közvetlenebb stílussal találkozhatunk, ennek elsősorban az az oka, hogy a darabbal Mozart a singspiel hagyományaihoz kapcsolódott.
Ezt követően Mozart papírra vetette első opera seriáját, Mitridate, ré di Ponto címen. Ebben a műben már egyetlen teljes da capo áriával sem találkozunk, viszont már felbukkan egy-egy szonátaszerű forma a szólószámokban. Következő színpadi műve, az Ascanio in Alba egy serenata, ünnepi játék volt. Ebben pasztorális jellegű balettek és kórusok egész sorával találkozhatunk, amelyeket áriák tagolnak. Ezután az érseki udvar számára megkomponálta az Il sogno di Scipione című moralitást, amit gyakran operaként szoktak emlegetni, de műfaját tekintve inkább egyfajta szcenírozott oratórium. Ez a mű mintha visszalépés lenne a korábbiakhoz képest: a zene kevésbé jellemzi jól a hősöket, az áriák többsége pedig a da capo formát követi.
A komponista korai operaszerzői korszakát a Lucio Silla zárta le, melynek recitativói feltűnően kifejezőbbek, mint Mozart korábbi művei esetén. Az opera egyes részletei Gluckra emlékeztetnek, a zenei megfogalmazás pedig sokkal konvenciómentesebb, mint a korábbi Mozart operákban.

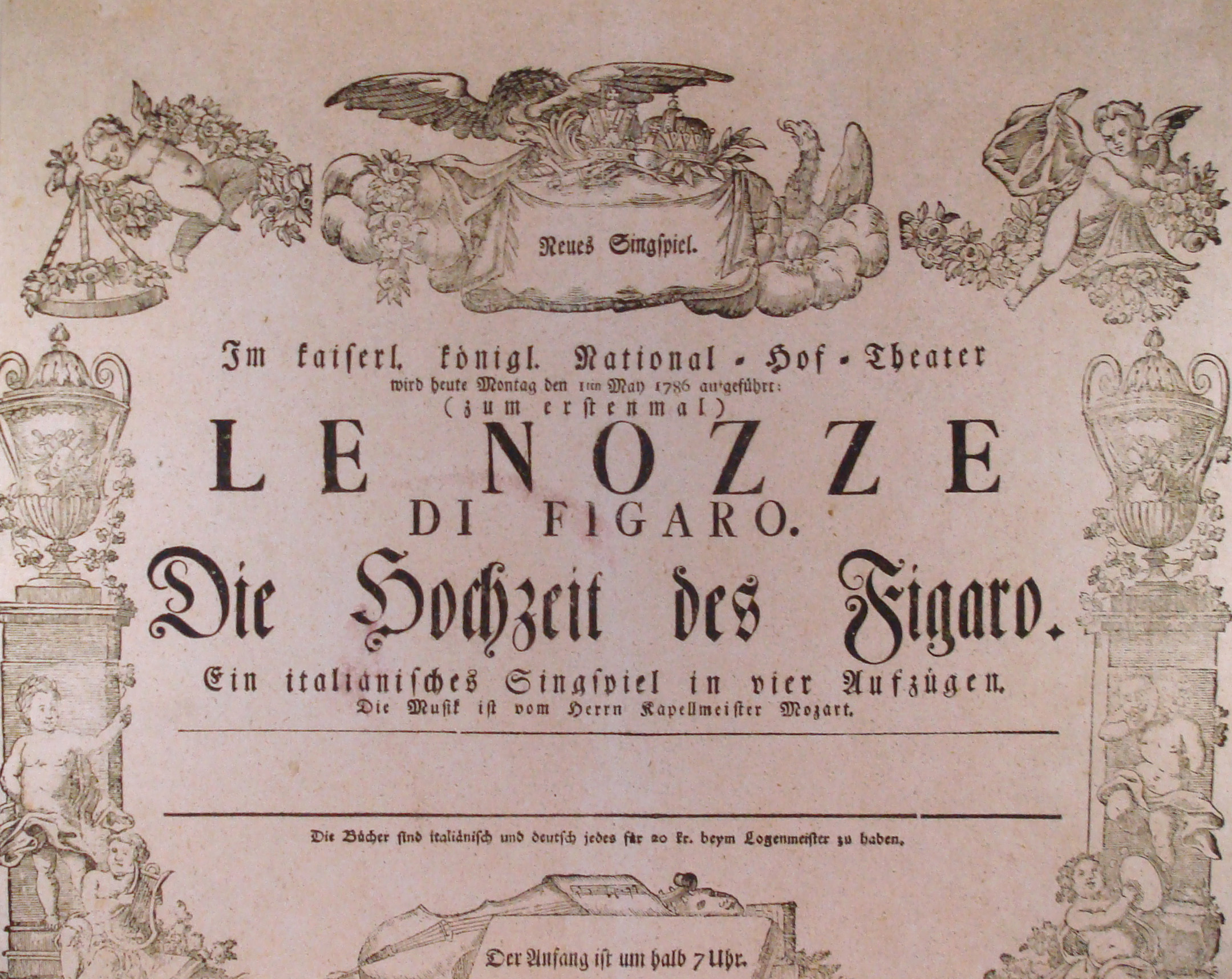
A Figaró házasságát népszerűsítő korabeli plakát

A következő Mozart operák már közvetlenül készítették elő az érett operaszerző színre léptét. Az Il ré pastore áriái már sokkal csiszoltabbak, mint a korábbi operák esetében, illetve nélkülöznek minden terjengősséget, de a megzenésítés mégis statikusan hat. A csonkán maradt Zaide után megszületett a La finta gardinieri, Mozart első drama giocosója. Ebben a darabban a komponista már nagy hangsúlyt fektetett az egyéni jellemábrázolásra, több áriát is rendkívüli drámai erővel sikerült neki megzenésítenie, illetve már feltűnik benne a szerző hajlama a komolyságra, ami ellentétben áll a komikus témával, ugyanakkor elmélyíti azt. De ezzel a művel még nem sikerült megalkotnia az opera buffa és a seria szintézisét.
Mozart az opera műfaji megújulását célzó próbálkozásainak első igazán nagy áttörése az Idomeneo, Ré di Creta volt. A zeneszerző ennek az operájának a komponálása során vett részt először aktívan operája dramaturgiájának kialakításában. A glucki operareformokat követve Mozart a zenét teljesen alárendelte a drámai koncepciónak, eszerint rendezte át az áriák és az együttesek sorrendjét, építette fel a recitativók zenei szerkezetét. Míg az Idomeneóval az opera seriát újította meg, addig a Die Entführung aus dem Serail című daljátékkal a singspiel műfaját emelte művészi rangra. E mű komponálása során fejlődött ki Mozart érett zenedrámai nyelvezete, amelynek lényege, hogy apró részletekbe menően, pontosan felvázolja zeneileg a dramaturgiai fejlődést, miközben ügyel arra, hogy a szenvedélyek ábrázolása ne mozogjon a végletek között.
Ezután Mozart megírta három legjobban sikerült olasz operáját, Lorenzo Da Ponte szövegkönyvei alapján. Az 1786-ban keletkezett Le nozze di Figaróban a komponista minden eddiginél pontosabban követte a színpadi cselekmény dramaturgiáját. Több esetben is sikeresen valósította meg a törés nélküli átmenetet (a recitativikus részek mellőzésével) az áriák és az együttesek között. A recitativikus részek és a zenés számok többször is egymásba olvadnak, a hangszeres kíséret pedig a korábbiaknál fontosabb szerephez jut. A drámai feszültség mindig az együttesekben jut el a csúcspontra, az ezekben részt vevő szereplőket Mozart ellentétes személyes indulataikkal egyszerre ragadta meg. A következő évben keletkezett Don Giovanniban a komponista már teljesen szabadon kezelte a hagyományos formákat. Ebben az operában minden eddiginél elmélyültebb a mozarti jellemábrázolás: minden szereplőt sajátos zenei stílus fest le. A különös hangszerelési fogások, a hangszerek agresszív kitörései meggyőzően tolmácsolják a drámai feszültség hevességét. Ezek után a Cosi fan tutte mintha visszalépés lenne a korábbi két operához képest: a jellemábrázolás kevésbé egyéni, a tipizálás kerül előtérbe. Az együttesek túlsúlyban vannak az áriákkal szemben.

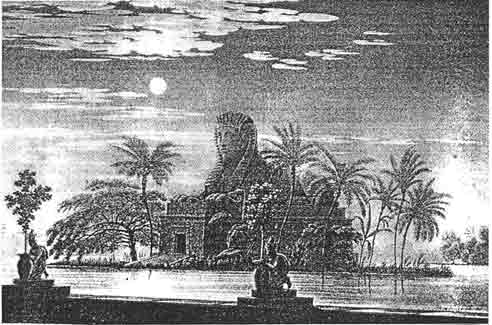
Díszletterv A varázsfuvola egy 19. századi előadásához

Ezután a La clemenza di Titóval Mozart ismét az opera seria hagyományai felé fordult, egy régi Metastasio-szövegkönyvet zenesített meg, felkérésre. A Tito híján van a nagy drámai feszültségnek és a zene sem mondható igazán ihletettnek, de a műfaj követelményei szerint a dallaminvenció az elsődleges, nem a zene drámai sodrása. E tekintetben a Tito igazán jól sikerült darab, szerzőjének pedig még némi lélekábrázolásra is volt lehetősége.
Ezután vetette papírra a zeneszerző utolsó színpadi művét Die Zauberflöte címen. A cselekmény és a felsorakoztatott személyiségek sokfélesége adott alkalmat Mozart számára, hogy a legkülönbözőbb zenei stílusokat ötvözze benne. Népies hangvételű dalok, buffo-elemek, patetikus, az opera seriát idéző jelenetek, Bachot és Gluckot idéző kórusrészletek alkotják ennek az operának a zenei anyagát, és mindez egységes egészet alkot.

### Egyházzene
Mozart az 1770-es évektől kezdve foglalkozott egyházzenei művek komponálásával. Első jelentősebb ilyen jellegű munkái az ez idő tájt írt litániái, amelyek szólistákra, kórusra és zenekarra készültek, a 17. századi kantáta litánia típusát követve. 1779-ben keletkezett a Koronázási mise (K. 317), amely a missa solemnis típusába tartozik. Jelentősége abban áll, hogy az Agnus dei tétel két része visszaidézi a Kyrie zenei anyagát, és ezzel már nem liturgikus, hanem zenei kereteket teremt.

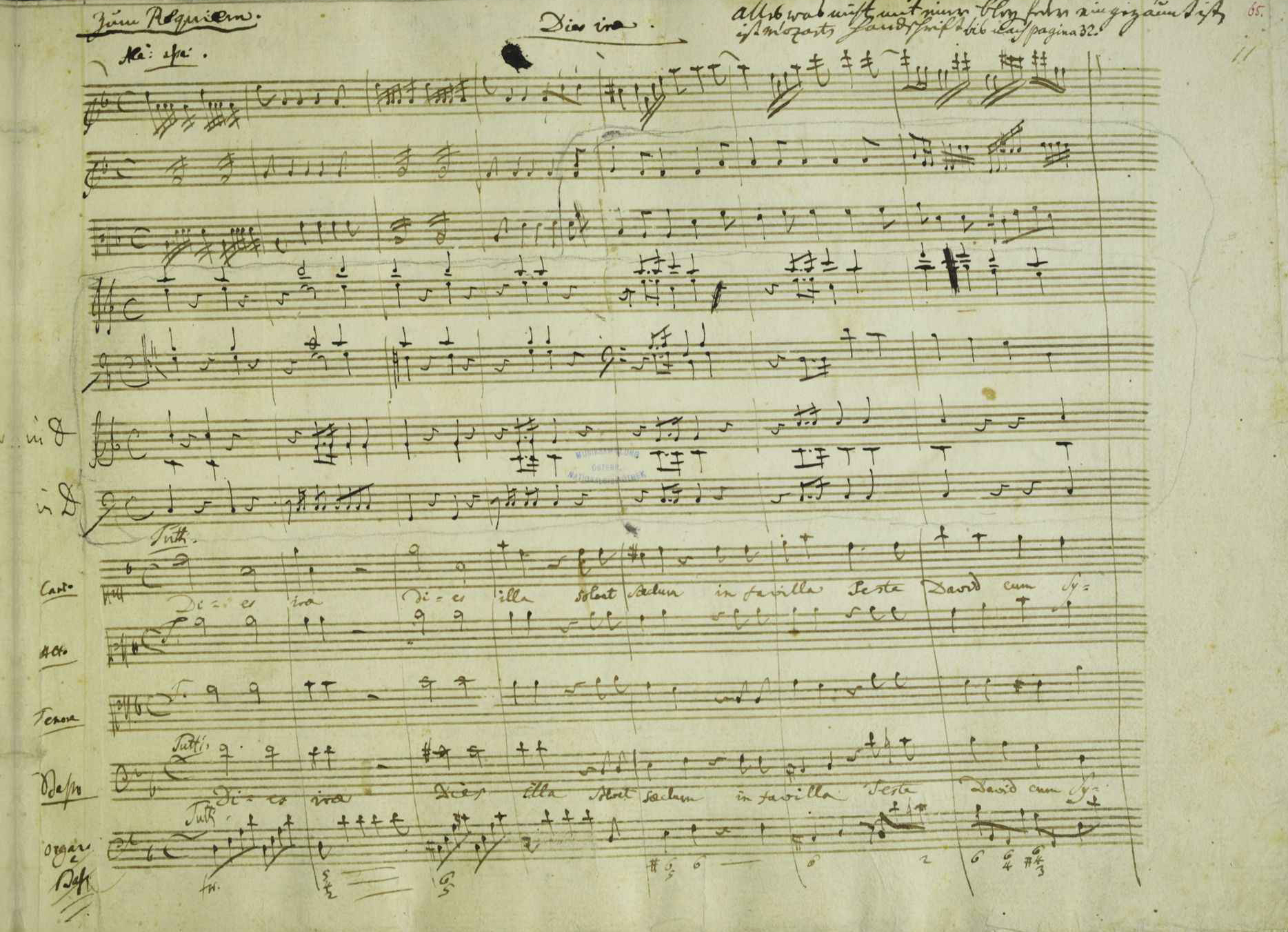
A Rekviem kéziratának részlete (a Dies irea kezdő sorai)

A tizenéves Mozart egyházzenei művei közül ma a legnagyobb népszerűségnek az Exsultate, jubilate című motetta örvend, amely három tételből áll, s amelynek tetőpontja az Alleuia.
Mozart első nagyobb, a liturgikus kereteket szétfeszítő miséje, a torzóban maradt c-moll mise. A Credót nem fejezte be, az Agnus Deit pedig egyáltalán nem komponálta meg. A monumentális kórustételek egyértelműen J. S. Bach és Händel hatásáról árulkodnak. Ezek az akkoriban szokásos négyszólamú gyakorlat helyett olykor nyolc-ötszólamúak. Olykor az egyes szóló részeket is teljesen Händel stílusa uralja, viszont ezek túlnyomó részt a korabeli osztrák gyakorlatot követik kifejező dallamosságukkal és túldíszítettségükkel.
Ezután Mozart már csak két egyházzenei művet komponált, a halála évében. Ezek közül az első az Ave verum corpus című úrnapi motetta volt, négy szólamú vegyes karra, orgonára és zenekarra. A szöveg megzenésítése egyszerű és bensőséges. Ezután fogott bele a zeneszerző a Rekviembe, amit már nem tudott befejezni. Ebben az hangszeres kíséretet teljesen alárendelte az énekszólamoknak. A zenei alapszövet néhol archaizáló és Händelt idézi, de Mozart nagyrészt a bevett osztrák hagyományokat követte.

## Zenekari művek

### Szimfóniák

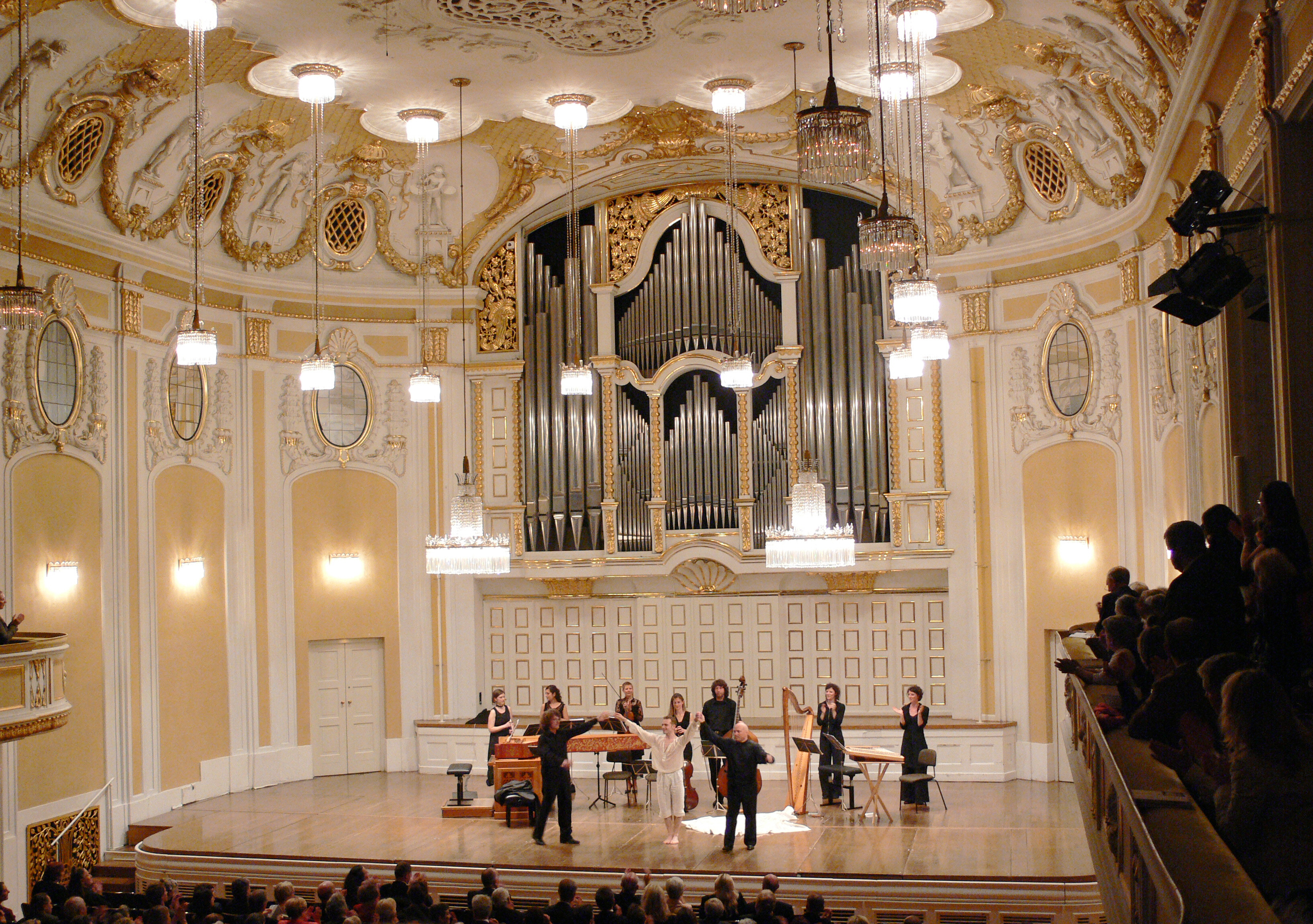
A salzburgi Mozarteum előadóterme

Mozart több mint ötven szimfóniát és szimfonikus tételt komponált életében, befejezett szimfóniáinak a száma negyvennégy. Legelső szimfóniáját nyolcéves korában írta. Korai szimfóniái még távol állnak a Haydn által kialakított klasszikus szimfónia műfajától, ezek tulajdonképpen még nem is igazi szimfóniák, hanem olasz stílusú sinfoniák. A sinfonia eredetileg egy olasz operanyitány típus volt, amely három részre tagolódott (két gyors szakasz fogott közre egy lassút), ami később önállósodott. Mozart ezekre az olasz sinfoniákra támaszkodott, amikor londoni tartózkodásuk alatt papírra vetette első szimfóniáit.
Ezeknél jóval jelentősebbek az 1767–1768-as bécsi tartózkodása alatt írt darabok, amelyek már a bécsi szimfonikus stílus hatását mutatják. Ezután az itáliai utazások alkalmával a gyermek Mozart még öt szimfóniát írt, ezek erősen az olasz zene hatása alatt készültek. Nagyobb előrelépést jelentett az 1772-ben keletkezett hét szimfónia, a 130-as Köchel-jegyzékszámot viselő mű záró tételében már teljes szonáta formával találkozhatunk. A fiatal komponista egy idő után ingadozott a háromtételes olasz és a négytételes osztrák forma között. A négytételesség fokozatosan került túlsúlyba műveiben, és ezzel párhuzamosan a zenei nyelv egyre dramatizáltabb lett, a záró tételek pedig egyre nagyobb súlyt kaptak.
Első valódi szimfóniái közül kiemelkednek a 134-es és a 183-as Köchel-jegyzékszámúak. A 134-es A-dúr szimfóniában Mozart Haydn szimfonikus stílusát vegyítette az olasz zene jellegzetes stílusjegyeivel, ily módon törekedett saját stílusa kialakítására. A 183-as „Kis” g-moll szimfóniát valóságos romantikus szenvedély és borúlátás hatja át. Ezt a pátoszt és szenvedélyt már nem Itáliában, hanem Bécsben tanulta.
Mozart érett szimfonikus stílusának kezdetét az 1782-ben keletkezett D-dúr „Haffner” szimfónia (K. 385) jelenti, amelynek lassú tétele és menüettje a szerenád-muzsikák stílusát idézi (a darab eredetileg szerenádnak íródott).
A következő évben komponált C-dúr „Linzi” szimfónia (K. 425) a komponista első olyan szimfóniája, amely a haydni mintát követve lassú bevezetéssel kezdődik, és a két szélső tétel témaalkotása is Haydnt idézi. Később a zeneszerző vissza-visszatért szimfóniái ilyen módon való indításához, ily módon feszültséggel és drámai erővel tudta megtölteni a kezdő, szonáta formát követő tételeket. A későbbiekben keletkezett Mozart-szimfóniák már Haydn kései szimfonikus stílusára gyakoroltak jelentős hatást.
A komponista utolsó művei a műfajban 1788-ban keletkeztek, valószínűleg Haydn „párizsi” szimfóniáinak hatására. Különösen az Esz-dúr szimfónia(K. 543) követi Haydn e műveit lassú bevezetőjével és vidám-játékos fináléjával. Az ez időben keletkezett g-moll szimfónia (K. 550) a „Kis” g-moll szimfónia (K. 183) szenvedélyes hangvételét eleveníti fel. A C-dúr „Jupiter” szimfóniában (K. 551) a finálé témájának a hangsoraiból származik az összes többi tétel főtémája. A „Jupiter” mellékcím a darab ünnepélyes C-dúr jellegét hangsúlyozza, és figyelmen kívül hagyja annak tragikusabb felhangjait (amik többek között a menüett tételben domborodnak ki).

### Versenyművek

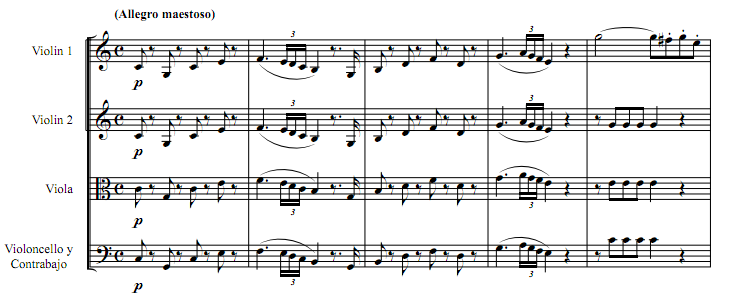
Részlet a 21. zongoraversenyből

Mozart első hegedűversenyét 1773-ban írta, majd 1775-ben egyetlen év leforgása alatt négy hegedűversenyt vetett papírra. Ezek közös jellemzője, hogy terjedelmes zenekari összjáték vezeti be őket, ebben megszólalnak a nyitó tétel visszatérő motívumai, amiket majd a szólóhegedű virtuóz játéka ír körül. A lassú tételekben bensőséges, személyes hang nyilatkozik meg, a vidám hangulatú záró tételekben pedig a legkülönfélébb táncformák jelennek meg.
A zeneszerző első saját zongoraversenye az 1773-ban keletkezett D-dúr versenymű (K. 175). Az ezelőtt írt zongoraversenyeit Mozart mások zongoraszonáta- és versenyműtételei alapján állította össze, áthangszerelve, kicsit beleírogatva az eredeti művekbe. E művek elkészítése közben elegendő gyakorlatot szerzett ahhoz, hogy első önálló zongoraversenyében képes legyen megvalósítani a zenekar és a zongora egyenrangú párbeszédét. A záró tétel még szonáta formájú, a későbbiekben a versenyművek záró tételei rondófinálék.
Az 1777-ben keletkezett Esz-dúr zongoraverseny (K. 271) jelentette az első minőségi ugrást Mozart zongoraverseny stílusában. A zongora szólama ezúttal már nem várja meg a zenekari bevezető végét, hanem az elején beleszól a témák alakításába. A középső és az utolsó tétel a korszak operazenéjének a hatását mutatja. A nyolcvanas években keletkezett zongoraversenyek nem sokban különböztek az Esz-dúr versenyműtől: Mozart megtartotta bennük a háromtételes szerkezetet, a Johann Christian Bachtól eltanult játékos-vidám hangvételt, de a zenekari hangzás a bécsi és a mannheimi iskola hatásáról tanúskodik, a hangszerelés során pedig jóval jelentősebb szerepet szán a fúvósoknak, a korábbiakhoz képest. Az 1784 után keletkezett művekben már a gáláns-szórakoztató hangvételt is elhagyta, mert így sokkal nagyobb drámai feszültséggel tudta megtölteni műveit. Az 1785–1786-ban írt művekben sokkal gyakoribbak a komorabb zenei fordulatok, a középső tételekben pedig megjelenik a románc hangvétel. Utolsó zongoraversenyében (B-dúr. K. 595) a virtuóz vonások már teljesen háttérbe szorultak, átadva a teret egy minden eddiginél bensőségesebb hangvételnek.

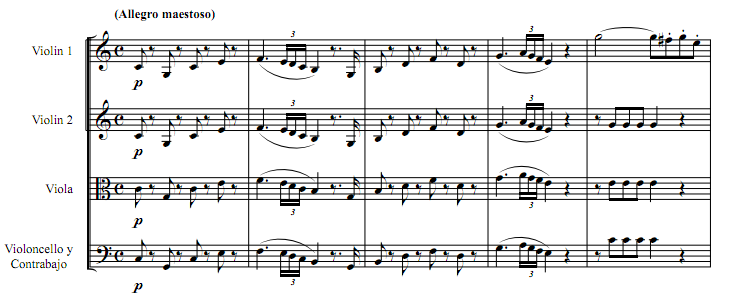
Részlet a c-moll zongoraverseny zongoraszólamából

A zeneszerző fúvósokra írt versenyművei közül legjelentősebbek a kürtversenyek. 1783–1791 között összesen négy versenyművet írt vadászkürtre. Az első három a szokásos Esz-dúr, az utolsó D-dúr hangnemben íródott. Mindegyik mű háromtételes, a záró tételek minden esetben fanfár motívumokat tartalmaznak. A 3. és a 4. versenymű középső tételei maximálisan kiaknázzák a szólóhangszer kantábilis lehetőségeit. A kürtversenyek mellett két fuvola-, egy fagott-, egy oboa- és egy klarinétversenyművet komponált. A fuvolaversenyek stílusa közeli a hegedűversenyekéhez, de a hangszerelésben már érezhető a mannheimi iskola hatása. Mozart minden tekintetben igyekezett kiaknázni a fuvola nyújtotta technikai és hangzásbeli lehetőségeket. Utolsó szólóversenyműve volt az 1791-ben keletkezett klarinétverseny. A mű több hasonlóságot is mutat a szerző klarinétötösével: mindkét műre a bensőséges, kamarazenei hangvétel, illetve a barokk mintákra utaló formaszerkezet jellemző. A versenymű zárótétele a klarinét valamennyi regiszterét kihasználja.

### Szerenádok
A versenyművek és a szimfóniák mellett még Mozart szerenádjait kell kiemelni zenekari műveinek áttekintése során. Ezek három-nyolctételes esti-éjszakai társasági zenék, „serenade”, „divertimento”, „kassation”, „notturno”, „finalmusik”, „nacht musique” műfaji megjelölésekkel. E művek hangszer-összeállítása eltérő: vannak tisztán vonós vagy fúvós hangszerekre írt darabok közöttük, de találkozhatunk több vegyes hangszerelésű művel is. Ezenkívül e művek egy része a szimfonikus, másik része pedig a kamarazenéhez áll közelebb. A nagyobb zenekarra írt szerenádokban rendszeresen találkozhatunk versenyműszerű tételekkel, ahol egy-egy szóló hangszernek kiemelkedő szerep jut, illetve több indulószerű résszel is, ezek a zenészek fel- és levonulását kísérték. Néhány szerenádot Mozart később négytételes szimfóniává alakított át.

## Kamarazene

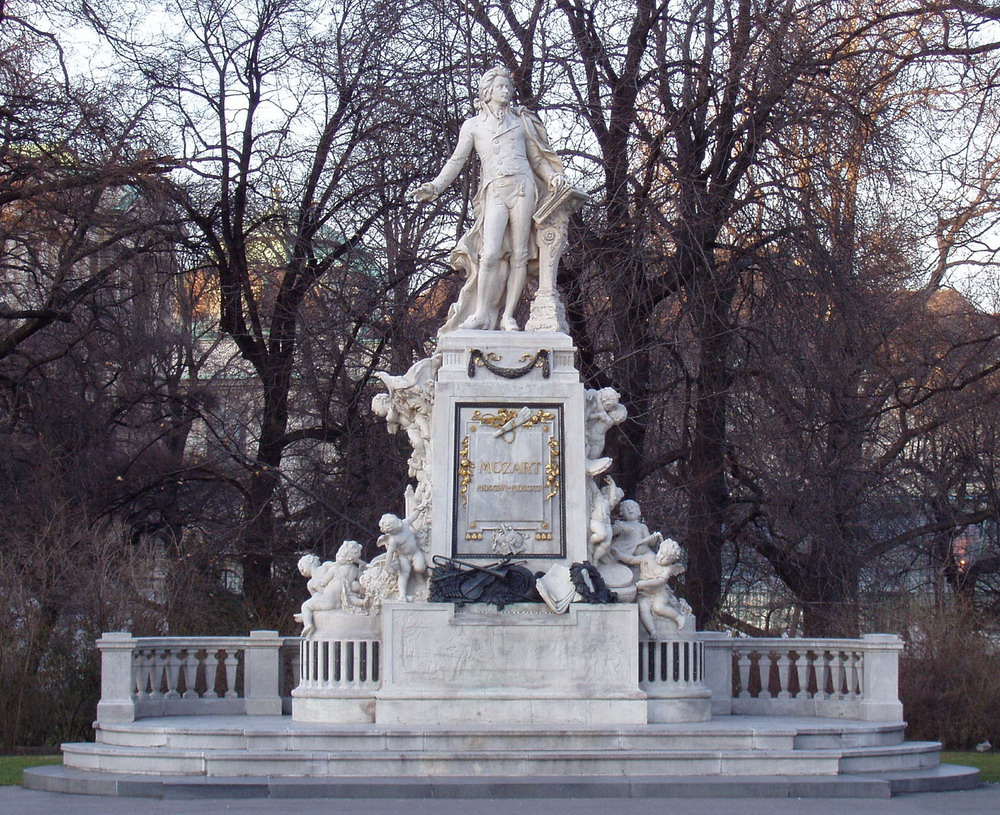
Mozart-emlékmű Bécsben

Mozart kamarazenéjében kiemelkedő helyett foglalnak el vonósnégyesei. Az 1770-es évek elejétől alkotott e műfajban, első ilyen jellegű művei még itáliai minták alapján keletkeztek és még a barokk zene stílus jegyeit viselik magukon, négy helyett három tételből állnak. De a Köchel-jegyzék szerinti 168–173-as számú darabok már Haydn op. 17-es és 20-as vonósnégyes gyűjteményeinek az ismeretéről tanúskodnak. E műveknek már sokkal fejlettebb a szólamszerkesztése, és három helyett négy tételből állnak.
Mozart az 1780-as évek első felében „hosszú és fáradságos munka” keretein belül alaposan áttanulmányozta Haydn op. 33-as vonósnégyes gyűjteményeinek formaszerkezetét és harmóniavilágát, miközben Bach és Händel muzsikájával is behatóbban foglalkozott. Közben lázasan dolgozott saját, hat darabból álló vonósnégyes gyűjteményén. Ennek a munkának az eredményeként született meg az a hat vonósnégyes, amelyeket Mozart Haydnnak ajánlott. A „Haydn-kvartettek” kétségkívül a komponista kamarazenei munkásságának az egyik csúcspontját alkotják.
Mozart kvartettgyűjteménye sokkal heterogénebb sorozatot alkot, mint Haydn bármely más vonósnégyesciklusa. Olykor merész harmóniák csendülnek fel bennük, és némely részleteik kifejezetten drámai hatást keltenek. Sajátos megoldásnak tekinthetők a szonátaforma szerint felépülő menüettek.
A zeneszerző másik jelentős vonósnégyes-gyűjteménye az 1789–1790-ben keletkezett úgynevezett „Porosz-kvartettek”. A darabokat II. Frigyes Vilmos porosz király megrendelésére írta, aki ügyes csellójátékos volt. Ezzel magyarázható, hogy a művekben pompásan kidolgozott csellószólammal, és nem egyszer a cselló szólóhangszerként való alkalmazásával találkozunk. A tervezett hat műből csak három készült el, ezekben a tartalmi súlypont az utolsó tételekre esik.
Az 1787-ben keletkezett két vonósötösben a vonósnégyes megszokott együtteséhez egy második brácsa járul. A C-dúr vonósötös (K. 515) második tétele közelebb áll a scherzóhoz, mint a címben jelzett menüetthez. Triója Schubert kései stílusának előhírnöke. Az 1791-ben keletkezett Esz-dúr vonósötös menüettje és fináléja Haydnt idézi.
Mozart vonós hangszerekre írt egyéb kamarazenei művei közül kiemelkedik az 1783-ban keletkezett két duó hegedűre és brácsára. Ezek koncertelőadásokra, nem házi muzsikára készültek. Technikájukban messze meghaladják a korszakban szokásos duóstílust, és sokan ma is a két vonós hangszerre keletkezett irodalom csúcspontjaként tartják őket számon. A két hangszernek egyenrangú szerepet juttatott a szerző, mindkét szólamban több briliáns futam található a magas fekvésekben.
A vonósok mellett természetesen fontos részét képezik az életműnek a zongorára és valamilyen kisebb hangszeregyüttesre írt művek is. Ilyen a szerző hét zongoratriója. Mindegyik háromtételes, lassú középső tétellel. Az 1782-ben keletkezett B-dúr trió (K. 254) még a csellót csak a zongoraszólam megerősítésére használja, de aztán a későbbi művekben Mozart egyre jobban önállósította a csellószólamot, míg nem sikerült neki megteremtenie az egyensúlyt a zongora és a cselló szólama között.
A zongoranégyest, mint önálló műfajt, Mozart teremtette meg, az 1785–1786-ban komponált két zongoranégyesével. Előtte a vonósokkal kísért zongoraszonáták úgy kezelték a szólóhangszert, mint a zenedarab megszólaltatásához elengedhetetlen hangszert. Mozart szakított ezzel a hagyománnyal. Ezenkívül a zongoratrió formai követelményeit is szétfeszítette, amennyiben sokkal jobban kihasználta a zongora és a vonósegyüttes szembeállításában rejlő lehetőségeket.
A zeneszerző kamraműveinek harmadik csoportja a fúvósokra írt darabok. A fuvolanégyeseket az 1770-es években, mannheimi tartózkodása alatt írta, ezek mellett komponált kürtötöst, oboanégyest, egy szonátát fagottra és gordonkára, valamint egy klarinéttriót és kvintettet. A klarinétkvintett számos hasonlóságot mutat a klarinétversennyel. A klarinéttrió zongorára, klarinétra és brácsára íródott. A vidám bevezető tételt menüett követi, majd egy franciás rondó zárja le a darabot.
Végezetül meg kell említeni a komponista zongorára és hegedűre írt szonátáit. Ezekben kezdetben a hegedű teljesen alá van rendelve a zongorának, de később függetlenedik, és zongoraszólam jobb kéz menetei mellett párhuzamosan kialakítja saját dallamvezetését, már-már duettező szakaszokkal.

## Billentyűs zene

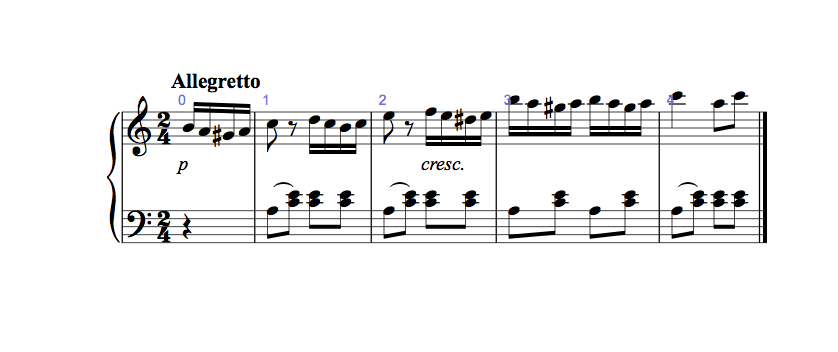
Az ismert Török induló kezdő sora

A zeneszerzőnek tulajdonított legkorábbi kompozíciók a hatodik életévéből származó billentyűs darabok, amik még Leopold Mozart gyermekei számára írt miniatűr darabjainak stílusát utánozzák, és jobbára Leopold kézírásában maradtak fenn. Mozart első jelentősebb zongorára írt műveit az 1770-es évek elején komponálta. Első zongoraszonátái még klavikordra és fortepianóra készültek, de már ezekben a korai művekben is a későbbiekben megszokott tételrenddel találkozhatunk: két gyors tétel fog közre egy lassút. Ezenkívül már a komponista legelső zongoraszonátáiban is gyakran alkalmazta a két szélső tételben a szabályos szonátaformát, ahogy a rondót vagy variációs finálét is.
Az 1777-ben keletkezett Mannheimi szonáták már kizárólag kalapácszongorára íródtak (a korábban írt darabok esetében még a fortapianio vagy kalapácszongora hangszermegjelölést használta a szerző). Ebben a két műben Mozart már nem engedett annyi szabadságot az előadónak: részletes dinamikai jelzésekkel látta el a partitúrákat. A szonátaforma szerint felépülő első tételekben a visszatérő témákat már variációs formában fejlesztette tovább. Mozart ekkor alakította ki szonátái zárótételeinek végleges rondó formáját, amelyet a későbbiekben is alkalmazott.

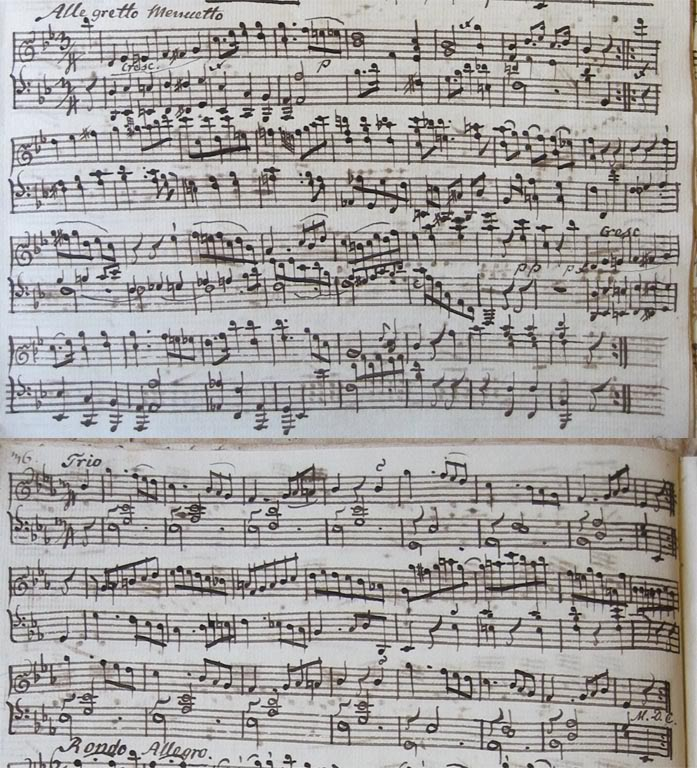
Mozart egyik zongorára írt menüettjének kézirata

Az 1770-es évek végén keletkezett a szerző egyik legközkedveltebb zongoraszonátája is, a 331-es jegyzékszámot viselő A-dúr szonáta, amely tételrendjével jelentős hatást gyakorolt a fiatal Beethovenre. A darab záró tételében Mozart az operazenében közkedvelt török koloritot ültette át a zongoraszonáta műfajába. A 333-as Köchel-jegyzékszámot viselő mű is szétfeszíti a zongoraszonáta műfaji kereteit: kadencia részei a versenyművek zongoraszólamára hasonlítanak. A c-moll szonáta (K. 457) Beethoven azonos hangnemben írt szonátáinak közvetlen mintaképe volt.
A zeneszerző szonátáiban két alkalommal találkozhatunk variációs tétellel: a D-dúr K. 284 és az A-dúr K. 331 szonátákban. Zongoraművei között azonban a variáció önálló műfajként is szerepel. Összesen tizenöt ilyen variációsorozatot írt. Többek között Salieri, Gluck, Sarti vagy Paisiello egy-egy közismertebb dallamát vette alapul ezekben a művekben.
Zongoraműveinek sajátos műfaját képviselik a fantáziák. Ezek közül a legjelentősebbek moll hangnemben íródtak. E művek hangvétele drámai. Az első, c-moll fantázia (K. 396) még zongoraszonátának készült, így a szonátaformát követi, de következő d-moll fantáziában is találkozhatunk egy szonátaforma szerint felépített szakasszal.

## Szabadkőműves zene
Különös szerepet foglalnak el a Mozart szabadkőműves voltával összefüggő művek. Tartalmilag és zeneileg egyaránt elsősorban A varázsfuvolát hatják át erősen szabadkőműves vonások.

## Kapcsolódó lapok
- Wolfgang Amadeus Mozart fő művei
- Wolfgang Amadeus Mozart műveinek listája
- Wolfgang Amadeus Mozart hegedűversenyei